# Station Le Campinaire
Station Le Campinaire is een spoorweghalte langs spoorlijn 130 (Namen - Charleroi) in de gemeente Farciennes.

## Treindienst
| Serie       | Treinsoort               | Route                                               | Bijzonderheden                                            |
| ----------- | ------------------------ | --------------------------------------------------- | --------------------------------------------------------- |
| S 61        | S-trein Charleroi (NMBS) | Waver – Charleroi-Centraal – Le Campinaire – Jambes | Rijdt in de week 2×/u tussen Jambes - Charleroi-Centraal. |
| P 7780/8780 | Piekuurtrein (NMBS)      | Charleroi-Centraal – Le Campinaire – Namen – Jambes | Rijdt alleen op werkdagen. Een trein tot Jambes.          |

## Reizigerstellingen
De grafiek en tabel geven het gemiddeld aantal instappende reizigers weer op een week-, zater- en zondag.
| Tabel: aantal instappende reizigers station Le Campinaire | Tabel: aantal instappende reizigers station Le Campinaire | Tabel: aantal instappende reizigers station Le Campinaire | Tabel: aantal instappende reizigers station Le Campinaire |
|                                                           | Weekdag                                                   | Zaterdag                                                  | Zondag                                                    |
| --------------------------------------------------------- | --------------------------------------------------------- | --------------------------------------------------------- | --------------------------------------------------------- |
| 1977                                                      | 444                                                       | 144                                                       | 77                                                        |
| 1978                                                      | 400                                                       | 135                                                       | 78                                                        |
| 1979                                                      | 451                                                       | 111                                                       | 75                                                        |
| 1980                                                      | 343                                                       | 130                                                       | 78                                                        |
| 1981                                                      | 377                                                       | 106                                                       | 48                                                        |
| 1982                                                      | 218                                                       | 55                                                        | 33                                                        |
| 1983                                                      | 298                                                       | 58                                                        | 44                                                        |
| 1984                                                      | 170                                                       | 34                                                        | 24                                                        |
| 1985                                                      | 189                                                       | 38                                                        | 29                                                        |
| 1986                                                      | 161                                                       | 19                                                        | 18                                                        |
| 1987                                                      | 179                                                       | 32                                                        | 27                                                        |
| 1988                                                      | 102                                                       | 12                                                        | 8                                                         |
| 1989                                                      | 112                                                       | 8                                                         | 13                                                        |
| 1990                                                      | 61                                                        | 17                                                        | 10                                                        |
| 1991                                                      | 87                                                        | 17                                                        | 10                                                        |
| 1992                                                      | 69                                                        | 12                                                        | 9                                                         |
| 1993                                                      | 76                                                        | 14                                                        | 11                                                        |
| 1994                                                      | 79                                                        | 1                                                         | -                                                         |
| 1995                                                      | 69                                                        | -                                                         | -                                                         |
| 1996                                                      | 78                                                        | -                                                         | -                                                         |
| 1997                                                      | 80                                                        | -                                                         | -                                                         |
| 1998                                                      | 81                                                        | -                                                         | -                                                         |
| 1999                                                      | 89                                                        | -                                                         | -                                                         |
| 2000                                                      | 91                                                        | -                                                         | -                                                         |
| 2001                                                      | 75                                                        | -                                                         | -                                                         |
| 2002                                                      | 84                                                        | -                                                         | -                                                         |
| 2003                                                      | 77                                                        | -                                                         | -                                                         |
| 2004                                                      | 78                                                        | -                                                         | -                                                         |
| 2005                                                      | 68                                                        | -                                                         | -                                                         |
| 2006                                                      | 62                                                        | -                                                         | -                                                         |
| 2007                                                      | 60                                                        | -                                                         | -                                                         |
| 2008                                                      | -                                                         | -                                                         | -                                                         |
| 2009                                                      | 70                                                        | -                                                         | -                                                         |
| 2010                                                      | -                                                         | -                                                         | -                                                         |
| 2011                                                      | -                                                         | -                                                         | -                                                         |
| 2012                                                      | 64                                                        | -                                                         | -                                                         |
| 2013                                                      | 56                                                        | -                                                         | -                                                         |
| 2014                                                      | 54                                                        | -                                                         | -                                                         |
| 2015                                                      | 44                                                        | -                                                         | -                                                         |
| 2016                                                      | 54                                                        | -                                                         | -                                                         |
| 2017                                                      | 59                                                        | -                                                         | -                                                         |
| 2018                                                      | 60                                                        | -                                                         | -                                                         |
| 2019                                                      | 73                                                        | -                                                         | -                                                         |
| 2020                                                      | 41                                                        | -                                                         | -                                                         |
| 2021                                                      | -                                                         | -                                                         | -                                                         |
| 2022                                                      | 81                                                        | -                                                         | -                                                         |
| 2023                                                      | 146                                                       | -                                                         | -                                                         |
| 2024                                                      | 137                                                       | -                                                         | -                                                         |

0,0: Namen ·
3,2: Ronet ·
4,8: Flawinne ·
8,6: Floreffe ·
10,9: Franière ·
13,5: Mornimont ·
14,4: Moustier ·
16,2: Ham-sur-Sambre ·
16,7: Jemeppe-sur-Sambre ·
19,3: Auvelais ·
21,4: Tamines ·
23,7: Aiseau ·
25,5: Tergnée ·
26,4: Farciennes ·
27,5: Le Campinaire ·
28,6: Pont-de-Loup ·
29,8: Châtelet ·
32,6: Couillet-Montignies ·
33,9: Couillet ·
36,6: Charleroi-Central